# Muzej lepih umetnosti, Dijon
Muzej lepih umetnosti Dijon (Musée des Beaux-Arts de Dijon) je muzej likovne umetnosti, odprt leta 1787 v Dijonu v Franciji. Je eden glavnih in najstarejših muzejev v Franciji. Je v zgodovinskem središču Dijona, v nekdanji vojvodski palači, ki je bila v 15. stoletju sedež burgundske države. Ko je bilo vojvodstvo priključeno kraljestvu Franciji, je palača postala kraljeva hiša. V 17. stoletju je po projektu Julesa Hardouin-Mansarta postala palača burgundskih vojvod.
Od leta 2006 je muzej v procesu celovite prenove in širitve. Najprej se je delo osredotočilo na en del, vključno s prenovljeno potjo »Srednji vek – renesansa«, ki je bila odprta 7. septembra 2013. Popolnoma prenovljen muzej, ki v 50 različnih sobah razstavlja 1500 umetniških del, je bil odprt 17. maja 2019 v prisotnosti ministra za kulturo Francka Riesterja, nekdanjega francoskega predsednika Françoisa Hollanda in župana Françoisa Rebsamena. Obisk se je močno povečal, saj je bilo konec oktobra zabeleženih 230.000 obiskovalcev, konec leta 2019 pa jih je bilo 315.000.

## Zgodovina
Muzej je bil ustanovljen v obdobju razsvetljenstva po naročilu burgundskih stanov 30. novembra 1787, vendar je projekt izviral iz leta 1783, ko je bilo sprejeto sklep o gradnji vzhodnega krila palače. Cilj je bil olajšati poučevanje učencem umetniške šole z zbiranjem del, ki bi lahko služila kot modeli.
Ta prvotna šola je bila brezplačna in odprta za vse. Ustanovil jo je François Devosge 24. marca 1767. Muzej je bil pod zaščito burgundskih stanov in je svoje zbirke predstavljal v Salonu Condé, ki je bil zasnovan kot galerija slik v počastitev slave bitk Velikega Condéja in v sobi s kipi ali sobi starin, kjer so bile na voljo kopije mavčnih in marmornih starin.
Znan je po svojih zbirkah, povezanih z burgundskimi vojvodami, po bogastvu enciklopedičnih zbirk, ki segajo od egipčanske umetnosti do 20. stoletja, pa tudi po zgodovinskem pomenu stavbe, v kateri so te zbirke shranjene, Palače burgundskih vojvod.
Muzej je odprl svoja vrata za javnost leta 1799 in se postopoma širil znotraj palače, bogatil pa se je z imperialnimi donacijami, državnimi prispevki, donacijami in zapuščinami.
Kot eden največjih muzejev v Franciji je Musée des Beaux-Arts de Dijon znan po svojih bogatih zbirkah skulptur, slik, umetniških predmetov in različnih drugih predmetov iz preteklosti.
Tisti, ki jih zanima določeno zgodovinsko obdobje, lahko občudujejo različne osupljive predmete iz antike, srednjega veka, renesanse ter mojstrovine, ki segajo od 17. do 21. stoletja.
Med znamenitostmi muzeja so grobnice Philippa le Hardija in Jeana sans Peurja, zbirka nemških in švicarskih primitivov (najpomembnejša v Franciji) ter zbirka francoskih slik, bogata z umetniki, ki segajo vse do časa Ludvika XIV., ne smemo pa pozabiti na zbirko sodobne umetnosti.
Muzej hrani tudi zunajevropske zbirke, kot so keramika in islamsko steklo, orožje in orientalske skrinjice, starodavna afriška slonovina, vsakdanji predmeti in afriške ceremonialne maske, kitajski in japonski porcelan, korejska kamnita posoda, tibetanski in indijski kipi ter predkolumbovska keramika.

## Umetniška dela =
Muzej hrani veliko in raznoliko zbirko umetnin:
- Različne ostanke razkošnega dvora burgundskih vojvod, vključno z znamenitimi grobnicami Filipa Drznega, Ivana Neustrašnega in Margarete Bavarske z njihovimi žalujočimi spremljevalci[3][4] iz chartreuse de Champmol.
- Zbirka egipčanskih starin z redko serijo portretov mumij iz Fajuma
- Zbirka rimske umetnosti iz Švice in Nemčije, edinstvena v Franciji
- Nekaj znanih del iz renesanse, 17. in 18. stoletja, vključno z deli Melchiorja Broederlama, Verrocchia, Roberta Campina (znanega kot Mojster iz Flémalla), Ambrogia Lorenzettija, Lorenza Lotta, Tiziana, Jacopa Pontorma, Paola Veroneseja, Jana Brueghela starejšega, Guida Renija, Georgesa de La Toura, Rubensa, Philippa de Champaigneja, Charlesa Le Bruna, Jean-Baptista Greuzeja, Huberta Roberta
- Uravnotežena predstavitev različnih tokov 19. stoletja in pomemben opus del kiparja Pompona
- Odsek moderne umetnosti, vključno z darilom Granvillea: Théodore Géricault, Eugène Boudin, Claude Monet, Édouard Manet, Alfred Sisley, Georges Braque, Juan Gris, Georges Rouault

+ Reprezentativna dela pariške šole iz 1950 do 1970, s Charlesom Lapicqueom, Vieiro da Silvo in Nicolasom de Staëlom

### Izbrani poudarki zbirke
- Portret mumije iz Fayuma
- Rogier van der Weyden, Portret Filipa Dobrega, 1450
- Nagrobni spomenik Antoinette de Fontette, 16. stoletje
- Lorenzo Lotto, Portret ženske, ok. 1505
- Jacopo Carucci Pontormo, Sv. Janez Krstnik , ok. 1515
- Tizian, Devica Marija, otrok, sveta Neža in sveti Janez Krstnik, sredina 16. stoletja.
- Paolo Veronese, Najdba Mojzesa, 1713
- Jan Brueghel starejši, Grad Mariemont, 1612
- Georges de La Tour, Pihalnik s svetilko, 1649
- Giovanni Battista Tiepolo, Vzgoja Device Marije, c.1720-1722
- James Tissot, Japonka pri kopanju, 1864
- Claude Monet, Vrata Avala: ribiški čolni, ki zapuščajo pristanišče, 1885